# Moestwanted

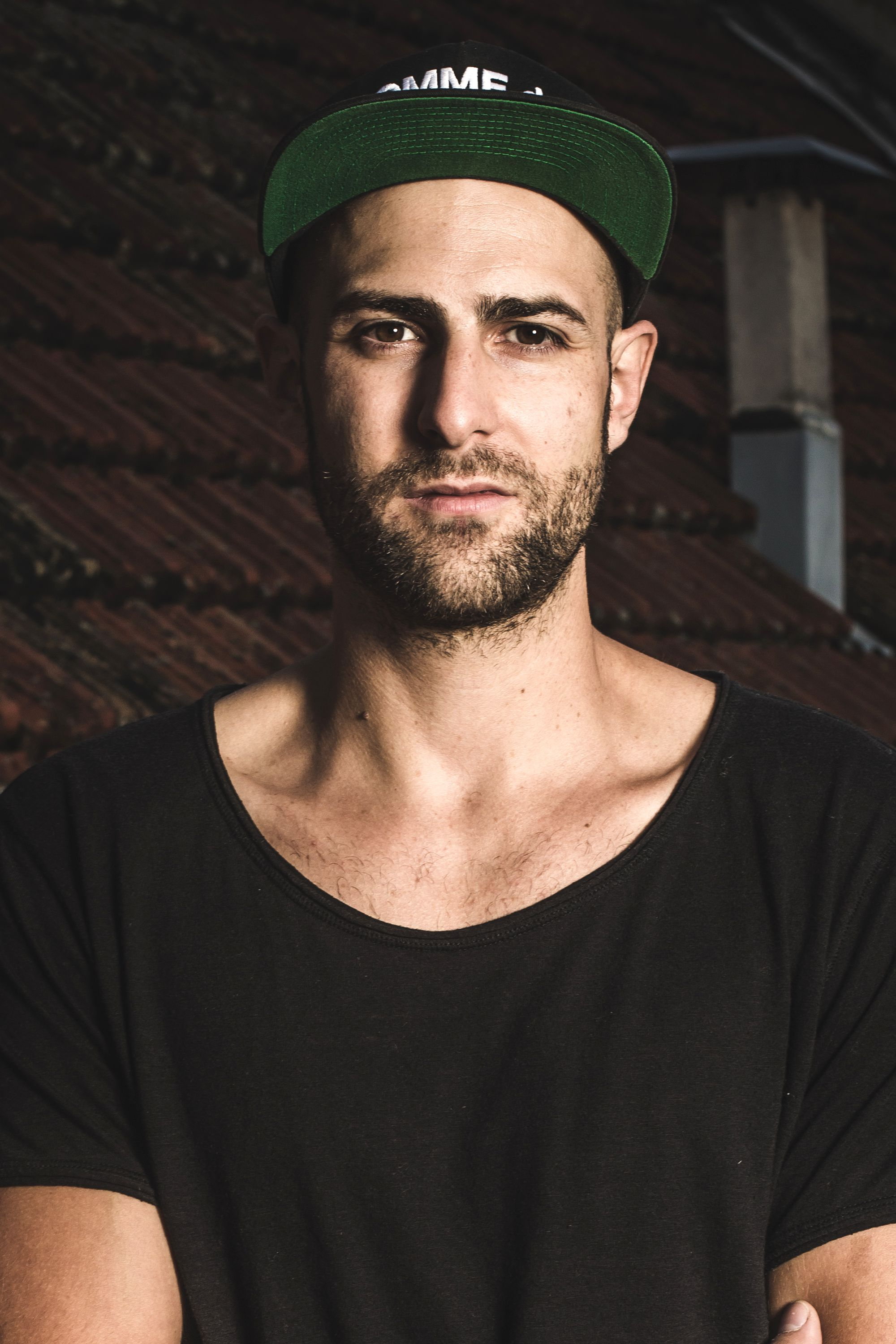
Moestwanted (2014)

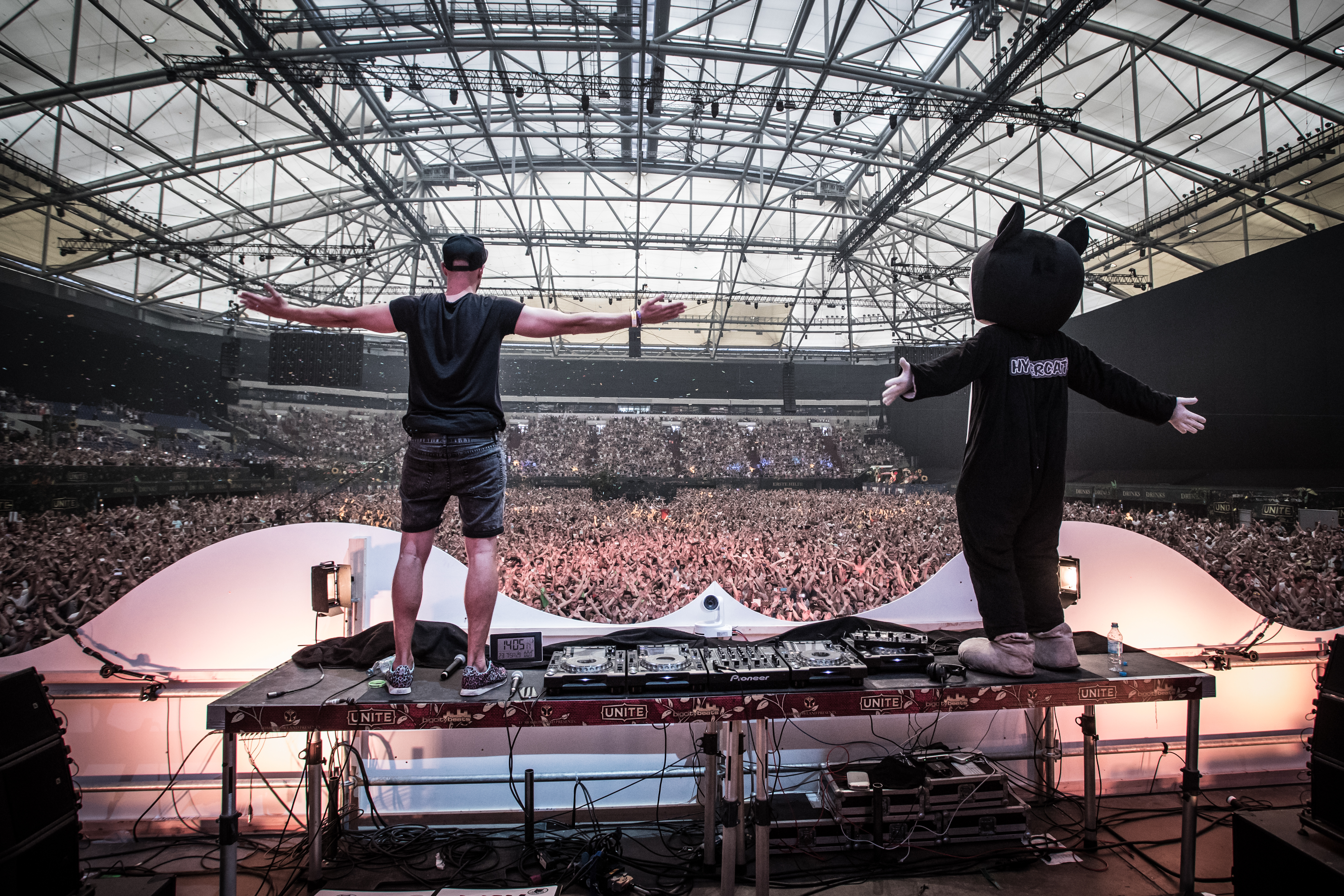
Hypercat mit Moestwanted beim Tomorrowland Unite (2016)

Moestwanted (* in Schwäbisch Hall, bürgerlich Moritz Biedenbach) ist ein deutscher DJ und Musikproduzent. Sein Musikstil entwickelte sich aus der New Rave Bewegung in den 2000er und lässt sich als eine Mischung aus Electro und Dance beschreiben.

## Biografie
Der aus Schwäbisch Hall stammende Künstler Moestwanted hat seinen musikalischen Ursprung in der Hip-Hop Szene. Seine Leidenschaft zur Elektronischen Musik entwickelte er, als er mit Songs der New Rave Bewegung von Produzenten wie Justice, Diplo oder Boys Noize in Berührung kam. Inspiriert von deren neuartigen Klängen und der elektronischen Interpretation von Urban Music war er außerdem mit Einflüssen aus verschiedenen Urban Music Genres wie Baltimore Club Musik, Juke, Baile Funk und seinen Wurzeln aus dem 90s Hip-Hop geprägt.
Nach seinem Studium an der Mannheimer Popakademie begann Moestwanted selbst Musik zu produzieren. Im Sommer 2015 stand er mit Weltstar David Guetta beim BigCityBeats Sommertagtraum Festival auf der Mainstage. Mittlerweile spielt er auf Festival Mainstages wie dem New Horizons, Open Beatz, Helene Beach, World Club Dome oder dem Tomorrowland Unite. Außerdem trat er beim Ultra Europe in Kroatien auf.
Auf dem öffentlich-rechtlichen Jugendradiosender DASDING hat er seine eigene Radiosendung. Dort werden aktuelle Releases der Musikszene vorgestellt. Seine Mixe werden außerdem auf Sendern wie BigCityBeats, YouFM, Radio Hashtag+, Radio Gong sowie auf dem österreichischen Sender Kronehit.at gespielt.
Unter dem Alias Morees veröffentlicht Biedenbach seit 2023 auch Techno. Seit 2024 ist Moestwanted Mitbetreiber des Clubs Alte Zimmerei in Schwäbisch Hall.

## Hypercat
In 2013 gründete Biedenbach die Eventagentur 7Lives GmbH. Zu seinen größten Projekten zählen das Fortland Festival in Schwäbisch Hall und das Hypercat Festival. Dabei fungiert Moestwanted als Resident-DJ und spielte mit Künstlern wie Maddix, Bingo Players und Lost Identity. Daneben ist Hypercat ein Eventkonzept, welches auf Comic-Superhelden basiert, und ist als Stagehost regelmäßig Teil des World Club Dome Festivals.

## Diskografie (Auswahl)

### Singles
- 2021: I Love It (Recordplay Music), mit Melody Mane
- 2021: One More Night (You Love Dance), mit Melody Mane
- 2020: Teenage Dirtbag (My.Cover.Music), mit Honey Gee und Crystal Rock, Original von Wheatus
- 2020: Cry for you (You Love Dance), mit Cuebrick und Melody Mane
- 2020: Lean (Pyro Records), mit Honey Gee
- 2020: Feel It (Lit Bit)[13]
- 2020: Believe in Us (Lit Bit)[14]
- 2020: Stars (Lit Bit), mit Alessia Labate
- 2020: Pleasure & Pain (1st Strike)
- 2018: Need Yu (Pyro Records)
- 2017: Your Love Is Wicked (RUN DBN)
- 2017: Booty Drop (Run Free)

### Remixe
- 2019: Felix & Dean - High Pretentions (Moestwanted Remix) (Lit Bit)

### Singles als Morees
- 2025: Techno Music (Animarum Black)
- 2024: Techno Heart (Error Audio)
- 2024: After Dark (Mainground Music), auf Stepping Stones, Vol. 3
- 2024: Free (Acalwan Red), mit Tom Franke
- 2024: Depths of your Mind (FR Chrome)
- 2024: Erect (Reload Records)